# Quilapán

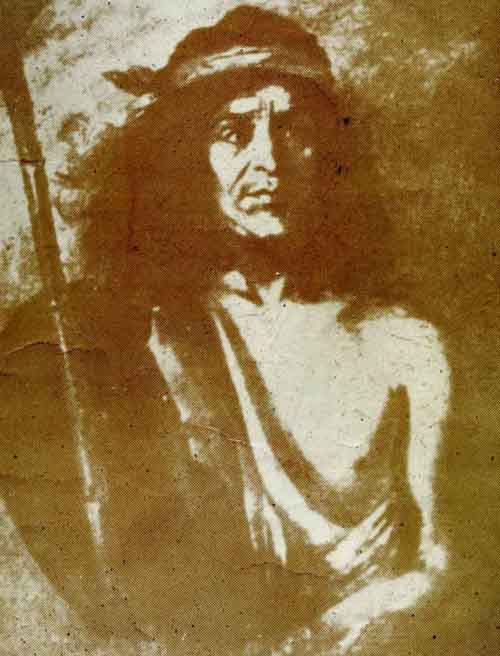
Représentation de Quilapán, vers 1870.

Quilapán, Külapang en mapudungun, aussi appelé José Santos Quilapán, né vers 1840 et mort en 1874 ou 1875, est un chef mapuche, qui a joué un rôle majeur dans la résistance des Mapuches à l'occupation de l'Araucanie (1861-1883). Il a contrôlé à certaines périodes l'ensemble des forces armées mapuches à l'ouest de la cordillère des Andes. Chef des Arribanos, il avait hérité sa charge de son père Mañil.